# Giải quần vợt Mỹ Mở rộng 2017 - Đôi nam xe lăn
Stéphane Houdet và Gordon Reid là đương kim vô địch năm 2015, khi sự kiện được tổ chức lần cuối, nhưng chọn không thi đấu cùng nhau. Reid đã thành công bảo vệ danh hiệu cùng với Alfie Hewett, đánh bại Houdet và Nicolas Peifer ở chung kết, 7–5, 6–4.

## Hạt giống
1. Stéphane Houdet /  Nicolas Peifer (Chung kết)
2. Alfie Hewett /  Gordon Reid (Vô địch)

## Kết quả

### Từ viết tắt
| - Q = Vòng loại - WC = Đặc cách - LL = Thua cuộc may mắn - Alt = Thay thế - SE = Miễn đặc biệt | - PR = Bảo toàn thứ hạng - w/o = Thắng nhờ đối thủ rút lui trước trận đấu - r = Bỏ cuộc giữa trận đấu - d = Bị xử thua - SR = Xếp hạng đặc biệt |

### Thể thức
|  | Bán kết | Bán kết                          | Bán kết | Bán kết                  | Bán kết |   |                                | Chung kết | Chung kết | Chung kết | Chung kết | Chung kết |  |
|  |         |                                  |         |                          |         |   |                                |           |           |           |           |           |  |
|  | 1       | Stéphane Houdet Nicolas Peifer   | 6       | 5                        | [10]    |   |                                |           |           |           |           |           |  |
|  | 1       | Stéphane Houdet Nicolas Peifer   | 6       | 5                        | [10]    |   |                                |           |           |           |           |           |  |
|  |         | Joachim Gérard Stefan Olsson     | 3       | 7                        | [8]     |   |                                |           |           |           |           |           |  |
|  |         | Joachim Gérard Stefan Olsson     | 3       | 7                        | [8]     | 1 | Stéphane Houdet Nicolas Peifer | 5         | 4         |           |           |           |  |
|  |         |                                  |         |                          |         | 1 | Stéphane Houdet Nicolas Peifer | 5         | 4         |           |           |           |  |
|  |         |                                  | 2       | Alfie Hewett Gordon Reid | 7       | 6 |                                |           |           |           |           |           |  |
|  |         | Gustavo Fernández Shingo Kunieda | 2       | Alfie Hewett Gordon Reid | 7       | 6 | 3                              | 2         |           |           |           |           |  |
|  |         |                                  |         |                          |         |   |                                | 2         |           |           |           |           |  |
|  | 2       | Alfie Hewett Gordon Reid         | 6       | 6                        |         |   |                                |           |           |           |           |           |  |